# Édouard Verreaux
Jean Baptiste Édouard Verreaux (Parigi, 16 settembre 1810 – 14 marzo 1868) è stato un naturalista francese, fratello di Jules Verreaux.

## Biografia

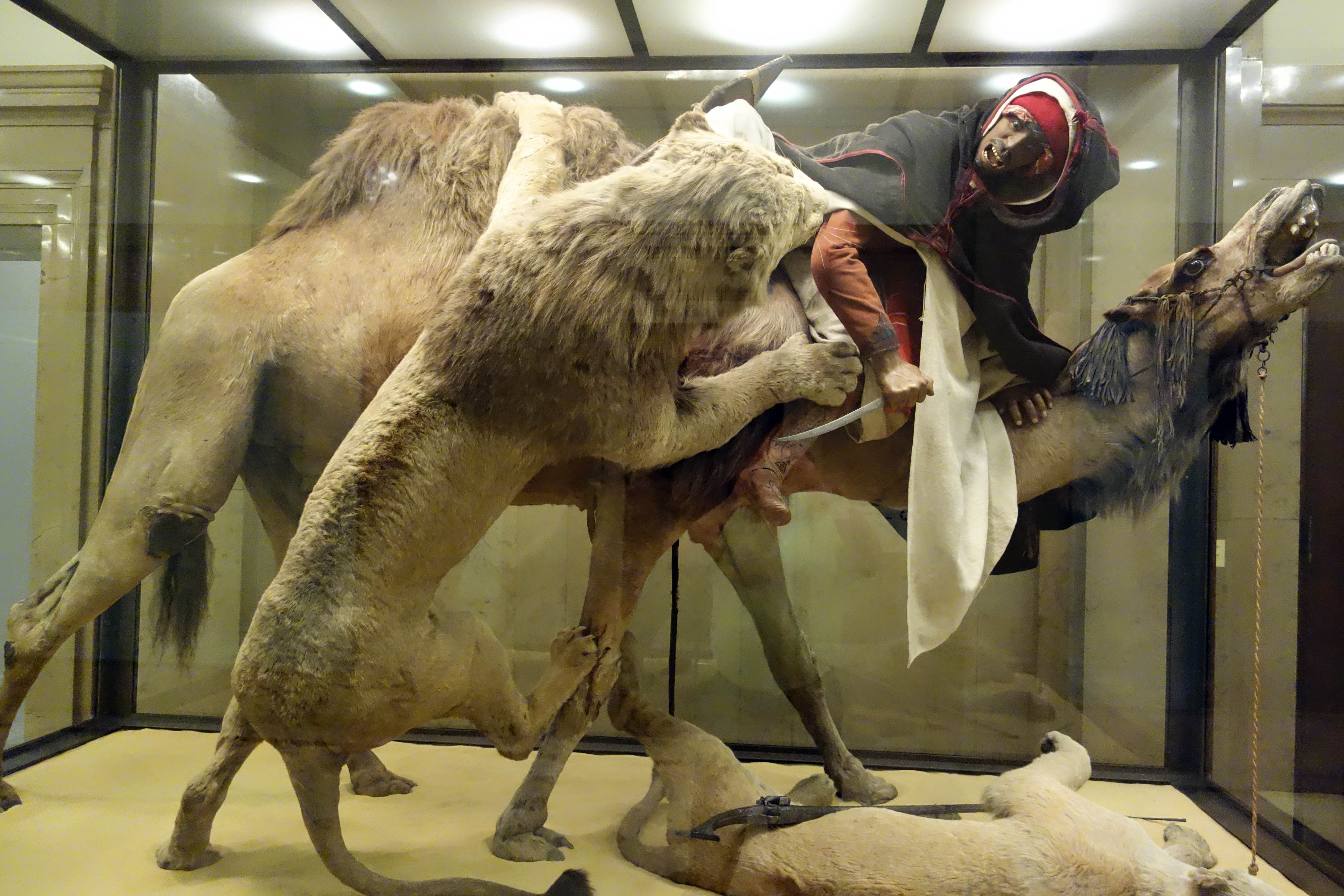
Leone che attacca un dromedario

Nel 1830 Verreaux si trasferì in Sudafrica per aiutare il fratello a imballare e spedire un vastissimo numero di reperti che aveva raccolto. Tornato in Francia nel 1832, operò successivamente a Sumatra, a Giava, nelle Filippine e in Indocina. Nel 1834 prese il controllo della compagnia di famiglia, la Maison Verreaux di Parigi, che si occupava della vendita di reperti di storia naturale.